# 成绵乐客运专线
成绵乐客运专线，又称成绵乐城际铁路，是中国一条连接四川省绵阳市、德阳市、成都市、眉山市、乐山市的城际客运专线，为中国西南地区第一条城际客运专线，于2014年12月20日正式通车。成绵乐城际铁路只是工程用名，根据2013年11月22日成都铁路局的会议纪要，成绵乐铁路江油至成都东的线路命名为西成客运专线（江成段），成绵乐铁路成都东至乐山的线路命名为成贵客运专线（成乐段），成绵乐铁路乐山至峨眉山的线路命名为成贵客专峨眉山支线。

## 概述
成绵乐客运专线正线长318.4公里，客运专线，双线电气化，设计速度300km/h，线路实际运营速度250km/h，2014-2017年因车辆等方面原因按照200km/h运营。全线设置车站20座，另预留车站一座，设计年单向旅客输送能力8000万人次。线路南北贯穿绵阳市、德阳市、成都市、眉山市、乐山市，连接起成都平原人口稠密地带，为成都平原城市群发展提供了有力的交通支撑，并在之后通过向南北继续延伸成为四川接入全国高速铁路网的重要线路。

## 大事记
2007年4月7日，由中华人民共和国铁道部和四川兴蜀铁路有限责任公司投资组建的成绵峨城际铁路有限责任公司正式成立，负责成绵乐客运专线的建设，其中四川兴蜀铁路公司由成都、绵阳、德阳、乐山、眉山五市政府共同投资组建。
2008年12月30日全线正式开工，工程投资估算总额为392亿元，建设工期4年。全线新建桥梁116座，总长度151.85公里；隧道4座，总长度12.969公里。全线桥梁隧道比例为52.1％。
2011年，环保部批复修改方案，在峨眉站之后新增峨眉山站，该站距峨眉天下名山景区约2公里。
2012年12月2日上午全线开始铺轨，2014年9月10日开始联调联试。2014年12月20日全线通车，但旌阳、双流西、新津南、峨眉（城际场）未同期投用。
2016年1月10日，新津南站、双流西站开通客运业务。
2017年12月7日，随着西成客运专线的开通，成绵乐客运专线全线提速至250km/h。
2019年6月15日，随成贵客运专线乐山-宜宾段开通，峨眉站城际场开通客运业务。

## 车站

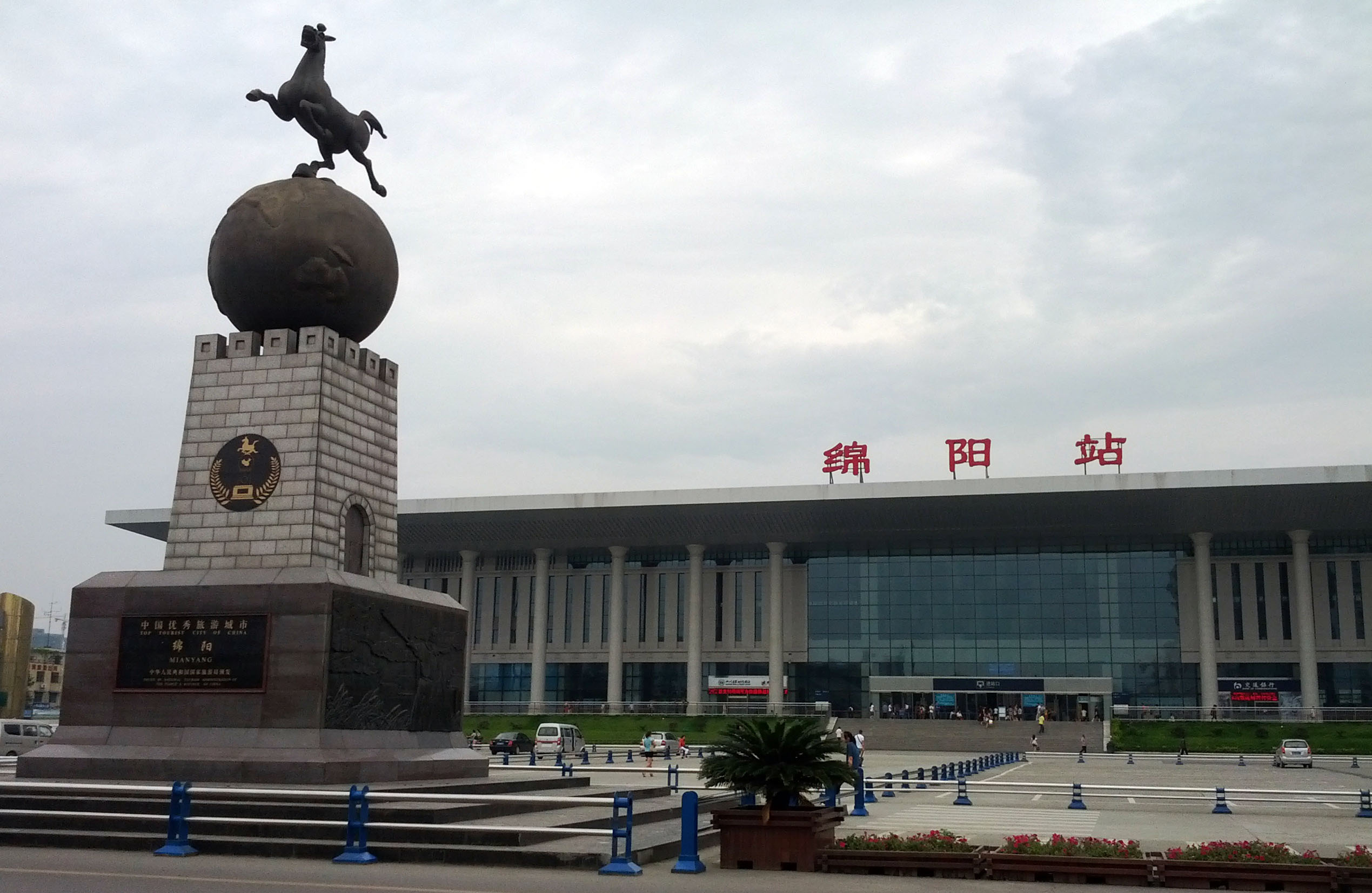
绵阳站

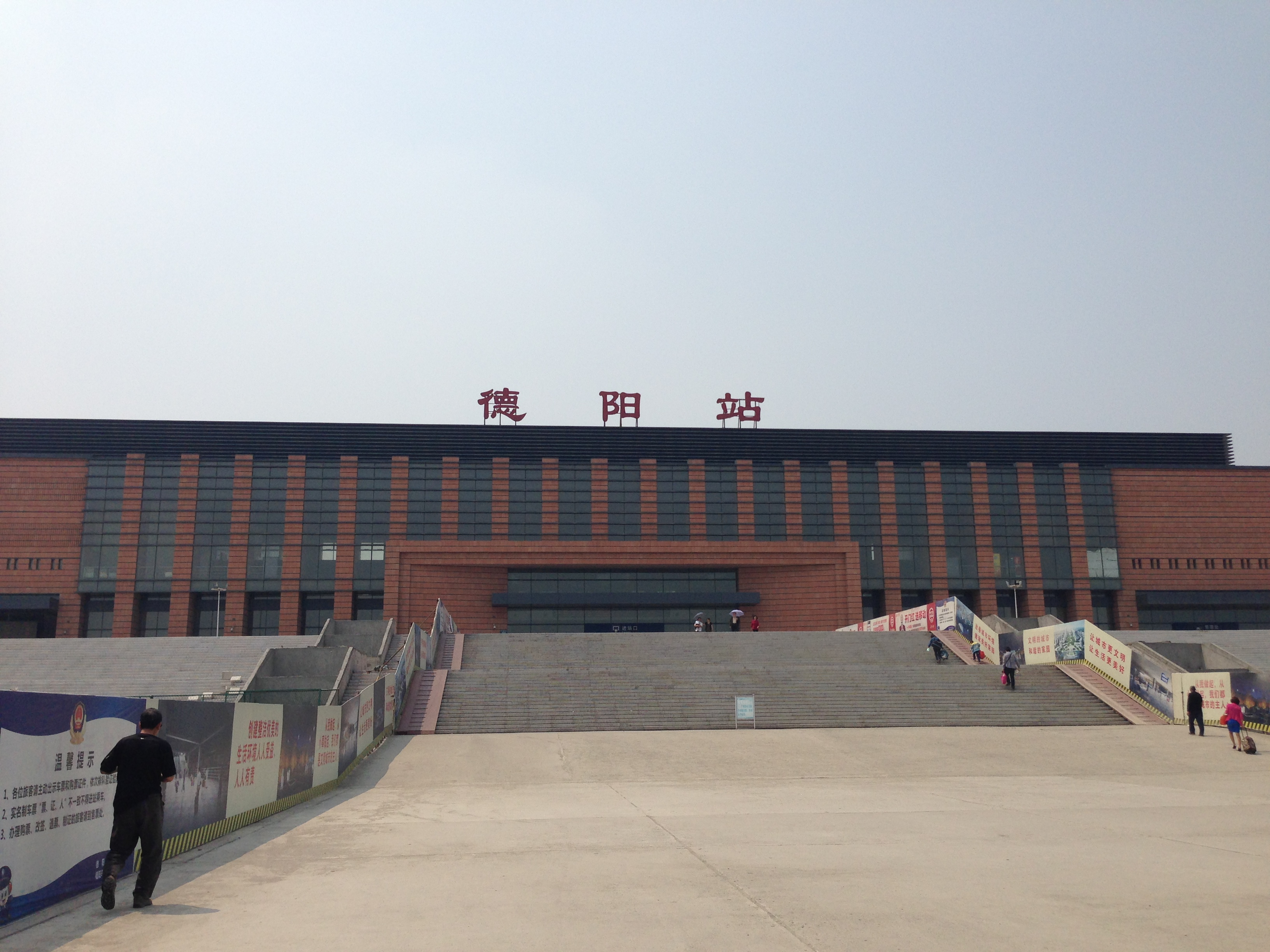
德阳站

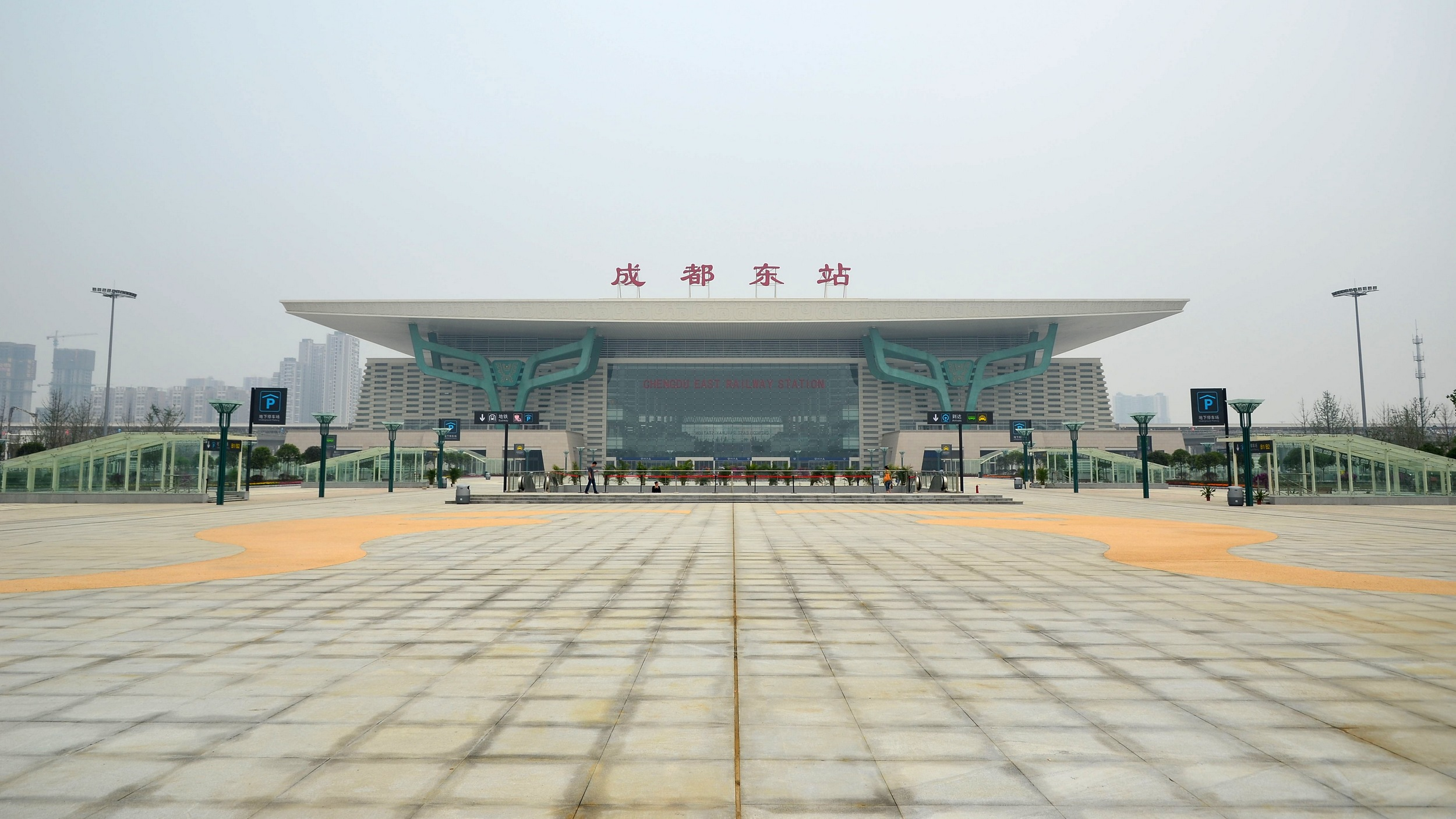
成都东站

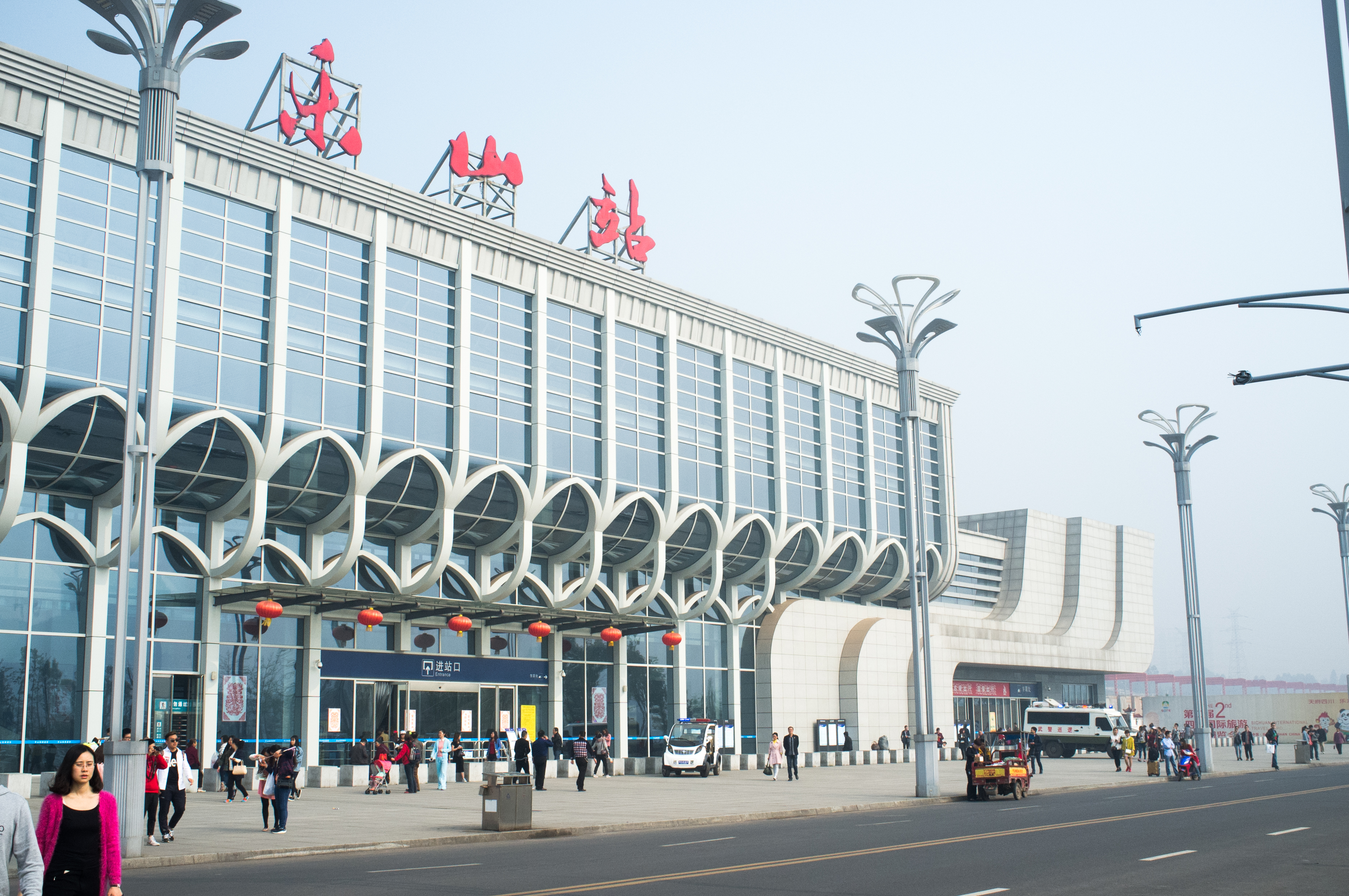
乐山站

全线设车站21座，其中既有车站4个、高架车站3个、地下车站1个。线路在成都东站可与成都地铁2号线、成都地铁7号线、在成都南站可与成都地铁1号线、成都地铁7号线、成都地铁18号线、在双流机场站可与成都地铁10号线实现无缝换乘。
线路北起绵阳市境内既有宝成铁路江油站，经青莲、绵阳、罗江东、德阳、旌阳、广汉北、青白江东、新都东、成都东、成都南、双流机场、双流西、新津、新津南、彭山北、眉山东、青神、乐山、峨眉，南至峨眉山市的新建峨眉山站。

## 运营
成绵乐客运专线采用国铁制式运营，全线由中国铁路成都局集团有限公司运营，开通时最高运营速度200km/h，2017年12月西成客运专线通车后提速至250km/h，可使用铁路e卡通扫码乘车。
成绵乐客运专线本线列车为C（城际）编号，其中江油与峨眉山间运行的全程列车编为“C63xx”，如C6301次列车；在成都东站与南北两端车站间运行的列车编号则为“C62xx”。此外，跨线运行的D、G字头动车、高速动车亦会在沿线车站停靠。

## 列车
成绵乐客运专线初期运用CRH1A型动车组运营，后期主要运用车辆改为CRH380A动车组与CRH380D动车组，西成高速铁路开通后，成绵乐本线C字头列车大量改用CRH3A动车组开行，C字头城际动车组开行范围亦延伸至广元站。跨线运营的D、G字头“复兴号”CR400AF、CR400BF也首次出现在该线路上。2018年下半年，CR300AF、CR300BF“复兴号”动车组前往成绵乐南段进行试验。在高峰时段，则会采取两列车重联的方式编为16节编组运营。2019年6月，成贵客运专线乐山至宜宾段开通后，C字头城际列车开行范围南延至宜宾西站。

## 评价
运营初期因班次、速度、票价等方面与规划和建设时期的宣传不相称而受到批评。